# Raul Cătinaș
Raul Cătinaș (Lugoj, 6 August 1988) is een Roemeens kickbokser. Hij is een zwaargewicht (110 kg, 182 cm,), die uitkomt voor Glory. Zijn bijnaam is Iron. Catinas traint in Den Haag bij ARJ Trainingen bij Maikel Polanen.
Voordat Cătinaș in augustus 2020 bij Glory tekende, vocht hij bij een andere organisatie (Superkombat). Hier was hij eigenlijk gestopt, maar bij Glory heeft hij zijn carrière weer opgepakt. 
Zijn eerste gevecht bij Glory was tegen de Fransman Nordine Mahieddine op Glory 78. Dit was voor Cătinaș het eerste gevecht in vijf jaar. 
In november 2022 kwam hij uit tegen Antonio Plazibat, die op dat moment de #1 ranking bij Glory had. Hij verloor door knockout in de tweede minuut van het gevecht.